# C・A・T
C・A・T（シーエーティー）は、吉本興業東京本社（東京吉本、厳密には子会社のよしもとクリエイティブ・エージェンシー）で活動していたお笑いコンビ。東京NSC14期生。2010年11月結成。2011年6月解散。

## メンバー
塩見 悠介（しおみ ゆうすけ、1985年12月14日 - ）
- ツッコミ担当。立ち位置は右。A型。
- 神奈川県出身。
- 趣味はダーツ、音楽鑑賞、映画。
- 特技はスロット。
- 絵心がないらしい。
- マキシマムザホルモン、ヤバイTシャツ屋さんの大ファン。
- 「ゲットリッチ」最高週間ランキング全国２位
- ニコニコ動画闘会議ゲットリッチin幕張メッセゲスト解説。
- コンビ解散後はピン芸人「塩見フリーダム」として活動中。

上野 祐二（うえの ゆうじ、1981年10月25日 - ）
- ボケ担当。立ち位置は左。B型。
- 神奈川県出身。
- 趣味は買い物、お寺巡り、リサイクルショップに顔を出すこと。
- 好物はえんがわとブラックコーヒー。
- 猫を飼っている。名前はsuica。
- 意外に天然。
- お酒が弱い。ビール一杯で顔が真っ赤になってしまうほど。
- 前コンビのジュリックの時にオーディションに受かり喜んでいたが、当日に撮影がバラシになり相当落ち込んでいた。

## 略歴
芸風は主に漫才である。現在は解散している。その後、塩見は別のコンビを結成して解散した後、現在はピン芸人、塩見フリーダムとして活動中。上野は別のコンビを結成したが解散し、2012年夏頃に引退。現在は音楽業界にてマネージメントの仕事をしている。

## エピソード
- コンビ名の由来は、2人とも猫が好きだったことと、シーエーティーという響きがよかったことから。
- 前のコンビから仲がよく、たがいのブログに登場していた。
- 同時期に前コンビを解散、ためしにM-1グランプリに出ることに。三回戦まで進出出来たらコンビを組む条件付で「C・A・T」を結成。その年に三回戦まで進出した。
- M-1グランプリ2010 3回戦進出

## 主な活動
- 渋谷ばち〜んんんチャレンジ　月1回、不定期出演
- 神保町花月
  - しらゆき（2010年3月9日 - 3月14日）上野のみ